# Wyszowate (województwo warmińsko-mazurskie)
Wyszowate – wieś w Polsce położona w województwie warmińsko-mazurskim, w powiecie giżyckim, w gminie Miłki. W latach 1975–1998 miejscowość należała administracyjnie do województwa suwalskiego.
Wieś nad jez. Ublik. Założona przez Wiszowatych miejscowość często zmieniała nazwę. Najpierw Wissowatten, potem Wische(o)watten, Wisowate, Wiszowate. Obecnie nosi nazwę Wyszowate. 

## Historia
Wieś założona przez osadników z Mazowsza z nadania zakonu krzyżackiego. W 1475 komtur brandenburski Bernhard von Balzhofen nadaje na prawie magdeburskim 60 włók: Klimkowi 6, Michałowi Wysowatemu 8, Jakubowi Konopce 2, Wackowi (Waczach, Waschk) 5, Bartkowi 6, Tomkowi 2 włóki, z obowiązkiem jednej służby od każdego działu.